# Международный аэропорт имени Бача Хана
Международный аэропорт имени Бача Хана (урду پشاور بین الاقوامی ہوائی اڈا‎) (ИАТА: PEW, ИКАО: OPPS) — международный аэропорт в городе Пешаваре в пакистанской провинции Хайбер-Пахтунхва; четвёртый по величине аэропорт страны. Расположен на расстоянии 180 км от Исламабада

## История
Аэропорт был построен в 1927 году, во времена Британской империи. В 1965 году аэропорт получил международный статус, после того как был совершён первый международный рейс из Кабула в Пешавар.
В январе 2008 года на уровне правительства провинции обсуждались перспективы развития аэропорта, модернизация терминала и пр.. В июне 2008 года правительством Пакистана было выделено пять миллиардов рупий на расширение и развитие аэропорта «Пешавар».

## Характеристики
75 % рейсов — международные. В аэропорту есть: телефонные будки (для междугородних и международных звонков), пункты обмена валют, банкоматы, интернет-кафе, сувенирные магазины, закусочные, прокат автомобилей, а также почтовое отделение. Взлетно-посадочная полоса — 2 700 метров в длину, 46 м в ширину.